# 126 Велледа
126 Велледа (126 Velleda) — астероїд головного поясу, відкритий 5 листопада 1872 року.